# Seenku
Seenku (auch Seeku) ist eine Mandesprache von Burkina Faso.
Die Sprache ist auch bekannt als Sembla, Sambla oder Samogho. Sie gehört zur Gruppe der Süd-Samo-Sprachen. Die nördlichen und südlichen Dialekte des Seenku, Timiku und Gbeneku, sind sich gegenseitig leicht verständlich.